# Sport dans la Ville
 (février 2021).
Sport dans la Ville est une association française d’insertion professionnelle par le sport, créée en 1998 par Nicolas Eschermann et Philippe Oddou. L’association compte aujourd’hui[Quand ?] 68 centres sportifs dans lesquels elle accompagne environ 12000 jeunes de 6 à 25 ans.

## Historique
- 1998 : Création de Sport dans la Ville par Nicolas Eschermann et Philippe Oddou.
- 2007 : Création du programme Job dans la Ville[2].
- 2007 : Création du programme Entrepreneurs dans la Ville[3],[4].
- 2009 : Création du programme Apprenti’bus[5].
- 2009 : Création du programme L dans la Ville[6],[7].
- 2016 : Création de la nouvelle Académie Job dans la Ville à Lyon.
- 2020 : Inauguration du programme Entrepreneurs dans la Ville à Lille[8], Saint Etienne[9] et Marseille[10].

## Mission

### «Du sport à l’emploi»
Sport dans la Ville cherche à favoriser l’intégration sociale et professionnelle de jeunes issus de quartiers prioritaires de la Politique de la Ville à travers la pratique du sport et les valeurs qu’il inculque (esprit d’équipe, respect, solidarité, dépassement de soi),. Sport dans la Ville souhaite également démocratiser l’accès au sport et prône la mixité filles-garçons.
L’association est particulièrement implantée dans la région Auvergne-Rhône-Alpes et intensifie sa présence en Ile de France, en Provence-Alpes-Côte d’Azur et dans les Hauts-de-France. Elle compte aujourd’hui 90 collaborateurs permanents et 140 éducateurs (dont 46 responsables de sites avec un Brevet d’Etat d’Educateur Sportif). 

## Programmes
Sport dans la Ville se décline en six programmes adaptés aux différentes étapes de vie des jeunes :

### Sport & Pédagogie
Sport & Pédagogie permet la pratique gratuite de sports (football, basket-ball, danse, tennis…) aux jeunes de 6 à 25 ans, tous les mercredis et samedis, avec des éducateurs de Sport dans la Ville.

### Séjours et expériences internationales
Le programme Séjours et expériences internationales est destiné à faire découvrir aux jeunes un environnement différent du leur. Il se décline en plusieurs formats : sorties culturelles et sportives, camps d’hiver et d’été et séjours à l’étranger. 

### Apprenti’bus
Apprenti’bus est un programme d’ateliers de soutien scolaire sous forme de jeux destinés aux enfants de 9-11 ans, au sein d’un bus itinérant,. 

### L dans la Ville
L dans la Ville  est un programme exclusivement destiné aux jeunes filles. 

### Job dans la Ville
Job dans la Ville est un programme d’insertion professionnelle destiné aux jeunes dès l’âge de 14 ans. Il leur permet de gagner en expérience et d’accéder à une activité professionnelle stable. Ils peuvent suivre des ateliers de conseils, de découvertes ou de formations, bénéficier d’un parrainage et effectuer des visites d’entreprises et de centres de formation. Job dans la Ville assure ensuite le suivi des jeunes ayant débuté une activité professionnelle.
82% des jeunes issus du programme Job dans la Ville obtiennent une formation ou une activité professionnelle,.

### Entrepreneurs dans la Ville
Sport dans la Ville a établi un partenariat avec l’EM Lyon Business School pour former des entrepreneurs,. En plus de la formation dispensée à l’EM Lyon, les entrepreneurs bénéficient d’un espace de co-working dans lequel ils peuvent échanger et collaborer. Ils ont également accès à un réseau élargi via la Communauté Entrepreneurs dans la Ville.
259 entreprises ont été créées avec le programme Entrepreneurs dans la Ville, 460 emplois ont été générés et 50% de femmes y sont inscrites.

## Structure
Sport dans la Ville est une association loi 1901 à but non lucratif, reconnue d’intérêt général. Elle est présidée par Nicolas Eschermann, et un conseil d’administration de 14 membres. Philippe Oddou en est son directeur général ». 